# Valiant Hearts: The Great War
Valiant Hearts: The Great War (Soldats inconnus : Mémoires de la Grande Guerre) è un videogioco adventure e rompicapo del 2014, sviluppato da Ubisoft Montpellier e pubblicato da Ubisoft per PlayStation 3, PlayStation 4, Xbox 360, Xbox One, Microsoft Windows, Nintendo Switch, iOS e Android. 
Ambientato durante la prima guerra mondiale, il gioco segue la storia di quattro personaggi: Emile, un padre francese costretto ad arruolarsi; Freddie, un afroamericano che si arruola volontario tra le forze francesi in cerca di vendetta; Anna, una giovane ragazza belga in cerca del padre che soccorre i soldati feriti; Karl, un giovane soldato tedesco al fronte che cerca disperatamente di tornare da sua moglie e suo figlio in Francia. Tutti e quattro sono accompagnati da Walt, il cane di un ufficiale medico tedesco che dopo la morte del suo padrone si ritroverà insieme ai quattro protagonisti.
Nel 2023 è stato rilasciato sulla piattaforma Netflix il sequel Valiant Hearts: Coming Home. 
Il gioco sfrutta l'UbiArt Framework engine che è già stato usato nello sviluppo di Child of Light ed è stato distribuito in versione digital download.

## Trama
La storia inizia nell'anno 1914. L'arciduca Francesco Ferdinando d' Austria viene assassinato e la Germania dichiara guerra alla Russia in risposta. Aspettandosi la guerra, la Francia inizia a deportare tutti i cittadini tedeschi che vivono entro i suoi confini. Karl è uno dei tanti tedeschi deportati, ed è costretto a separarsi da sua moglie Marie ed il loro giovane figlio, Victor. Una volta in Germania Karl viene obbligato ad arruolarsi nell'esercito tedesco e, per ironia della sorte, viene mandato proprio sul fronte francese. Allo stesso modo, il padre di Marie e suocero di Karl, Emile, è costretto ad arruolarsi nell'esercito francese.
Dopo l'addestramento, Emile conosce Freddie, un americano che si è arruolato volontario per unirsi alle truppe francesi, ed è subito mandato in battaglia, dove la sua unità viene spazzata via mentre lui, rimasto ferito, viene catturato dalle truppe tedesche e costretto a cucinare per i tedeschi. A capo dell'unità che lo ha catturato è il temuto ed orgoglioso Barone Von Dorf, che senza alcuna morale usa nuove tecnologie come i dirigibili e i gas velenosi per spazzare via le truppe nemiche. Per uno scherzo del destino, Karl serve proprio nell'unità di Von Dorf e durante la sua prigionia riconosce Emile. Nel frattempo, gli alleati attaccano il campo di Von Dorf, e Karl è costretto a lasciare Emile per ritirarsi con Von Dorf. Emile, grazie all'aiuto di un cane militare di nome Walt riesce a scappare dal campo ed incontra di nuovo Freddie, il quale insegue Von Dorf che in passato, con un bombardamento aereo, aveva causato la morte di sua moglie. Lungo la strada i tre vengono salvati da Anna, una studentessa belga figlia di uno scienziato che è andata al fronte volontaria come infermiera. Anche Anna è sulle tracce di Von Dorf da quando lui ha rapito suo padre e l'ha costretto a sviluppare nuove macchine da guerra per lui. Insieme loro danno la caccia al dirigibile di Von Dorf e riescono pure ad abbatterlo. Purtroppo Von Dorf riesce a scappare con un aeroplano portando con sé il padre di Anna. Karl sopravvive all'impatto ma viene catturato dalle truppe francesi.
Mentre Anna accompagna Karl per assicurarsi che si riprenda dalle sue ferite, Emile e Freddie partecipano all'assalto della fortezza dove si nascondeva Von Dorf, lo affrontano di nuovo, e riescono sia a liberare il padre di Anna, sia a sottrargli uno dei suoi nuovi carri armati. Nonostante ciò Von Dorf riesce a fuggire e viene inseguito da Freddie che finalmente lo mette con le spalle al muro e lo affronta nel campo di battaglia. Dopo aver sconfitto Von Dorf in un corpo a corpo Freddie, nonostante il suo desiderio di vendetta, si rende conto che non risolverebbe nulla uccidendo Von Dorf e così decide di non ucciderlo. Per i suoi fallimenti Von Dorf viene degradato, e nel totale disonore viene mandato lontano dal campo di battaglia, un destino per lui peggiore della morte. Nel frattempo nel campo di prigionia francese Karl riceve una lettera di Marie che lo informa che suo figlio Victor si è ammalato. Determinato a riunirsi alla sua famiglia Karl insieme ad un altro soldato tedesco, Wylfred, scappa dal campo di prigionia. Durante la fuga Wylfred muore e per depistare i soldati francesi Karl scambia la sua targhetta con quella di Wylfred facendo credere ai soldati che il fuggitivo deceduto sia in realtà lui. Sentendo la notizia della presunta morte di Karl, Emile cade nello sconforto ed Anna con Walt decide di andare a dare la brutta notizia a Marie. Lungo la strada Anna incontra un esausto ma ancora vivo Karl, e sollevata decide di accompagnarlo oltre le linee francesi e verso Marie. Lungo la strada Anna e Karl riescono con successo a superare le linee francesi ma vengono catturati dai tedeschi.
Anna viene mandata in infermeria mentre Karl, seguito fedelmente da Walt, è costretto a riarruolarsi nell'esercito tedesco e tornare sul campo di battaglia. Durante la battaglia Karl riesce a scappare dal campo di battaglia ed insieme a Walt si dirige verso la fattoria dove stanno Marie e Victor. Sfortunatamente quando Karl arriva alla fattoria trova sua moglie e suo figlio intrappolati e circondati dal gas delle bombe. Karl salva la vita di Marie dandole la sua maschera antigas, ma dopo aver salvato la sua famiglia soccombe al gas e crolla a terra. Walt allora si dirige verso Anna che arriva in tempo per portare Karl all'ospedale e salvargli la vita. Quando riprende conoscenza, Karl è finalmente riunito con sua moglie Marie e suo figlio Victor dopo anni.
Nel frattempo sul fronte, Emile e gli altri soldati francesi sono costretti da un arrogante ufficiale a lanciarsi in una sanguinolenta e suicida offensiva. Dopo la morte di tre dei suoi compagni, e vedendo anche gli altri soldati minacciati con la pistola dall'ufficiale Emile abbandona la sua indole pacifica ed in preda alla rabbia colpisce l'ufficiale in testa con la sua pala, uccidendolo inavvertitamente. Emile finisce sotto processo dalla corte marziale e viene condannato a morte mediante fucilazione. Nella sua ultima lettera a sua figlia Marie, Emile si scusa per non essere stato in grado di salvare Karl (che a sua insaputa è sopravvissuto), afferma di aver mantenuto intatto il suo onore combattendo per il suo paese e per la libertà, ed esprime il suo odio per la guerra che rende gli uomini folli. Infine Emile chiude la lettera augurando alla sua famiglia la felicità e chiedendo a Marie di ricordarlo nelle sue preghiere. Emile viene fucilato sotto gli occhi di Freddie ed un po' di tempo dopo Karl, Marie, Victor, e Walt fanno visita alla sua tomba, in una collina ricoperta di croci di legno. 
La storia termina nell'anno 1917, proprio quando gli Stati Uniti entrano in guerra e mandano il loro esercito in Europa con Freddie che vede arrivare le navi americane.

## Doppiaggio
| Nome del personaggio | Doppiatore originale | Doppiatore italiano   |
| -------------------- | -------------------- | --------------------- |
| voce narrante        | Dave Pettitt         | Antonio Paiola        |
| Emile Chaillon       | James Barriscale     | Marco Balbi           |
| Marie Chaillon       | Polly Eachus         | Valentina Pallavicino |

## Recensioni
Valiant Hearts: The Great War è stato recensito positivamente. Secondo Metacritic, il gioco ha ricevuto un punteggio di 83/100 per Xbox One, e 79/100 per PlayStation 4 e PC. GameRankings gli ha dato un punteggio di 83%, 82% e 80% per Xbox One, PlayStation 4 e PC, rispettivamente.
| Pubblicazione  | Punteggio                              |
| -------------- | -------------------------------------- |
| Destructoid    | 9/10                                   |
| GameSpot       | 8/10                                   |
| Multiplayer.it | 8/10                                   |
| IGN Italia     | 9/10                                   |
| Spaziogames    | 7.5/10                                 |
| Good Game      | 19.5/20                                |
| Metarecensioni | Punteggio                              |
| GameRankings   | (PC) 80% (PS4) 82% (XONE) 83%          |
| Metacritic     | (PC) 79/100 (PS4) 79/100 (XONE) 83/100 |

## Sequel
Un sequel, Valiant Hearts: Coming Home, è stato reso disponibile il 31 gennaio 2023 su Netflix attraverso la libreria di giochi per iOS e Android. Il gioco è stato poi distribuito il 7 marzo 2024 per Nintendo Switch, PlayStation 4, Xbox One e Microsoft Windows.